# Toma de Guadalajara (1864)
La Toma de Guadalajara de 1864 tuvo lugar el 8 de diciembre de 1863 durante la Segunda Intervención Francesa en México por el general  Armand Alexandre de Castagny. 